# Bellevue (Illinois)
Bellevue – wieś w Stanach Zjednoczonych, w stanie Illinois, w hrabstwie Peoria.